# Tatranský pohár

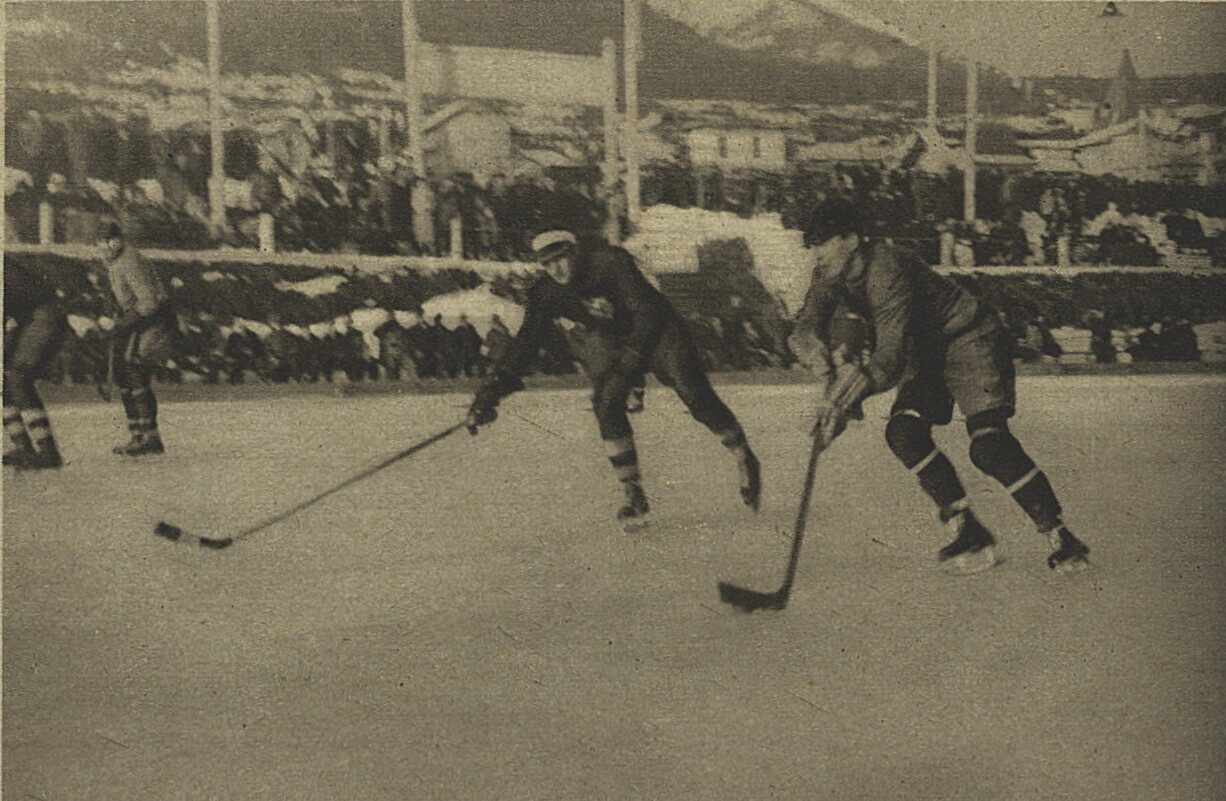
Tatranský pohár v roce 1932. Hokejové utkání mezi LTC Praha a VS Brno.

Tatranský pohár je hokejový turnaj hraný na Slovensku od roku 1929. Utkání se konala v Popradu, ale i v jiných místech na Slovensku jako např. v Novém Smokovci, Tatranské Lomnici, Štrbském Plesu, nebo ve Spišské Nové Vsi. Účastní se jej většinou jak slovenské, tak i evropské hokejové kluby a výběry. V současné době se tento turnaj hraje v letních měsících, v jeho počátcích na přelomu prosince a ledna.

## Vítězové turnaje
Mezi roky 1943 a 1945 se turnaj v důsledku druhé světové války nehrál.
1. ročník 1929/1930 Slavia Praha
2. ročník 1930/1931 LTC Praha
3. ročník 1931/1932 LTC Praha
4. ročník	1932/1933	Skiklub Bratislava
5. ročník	1932/1933	SK Prostějov
6. ročník	1933/1934	HK Nitra
7. ročník	1933/1934	Slavia Praha
8. ročník	1934/1935	ŠK Vysoké Tatry
9. ročník	1934/1935	EKE Vídeň
10. ročník	1935/1936	 nedokončený
11. ročník	1935/1936	AC Sparta Praha
12. ročník	1936/1937	HC Tatry
13. ročník	1937/1938	HC Tatry
14. ročník	1938/1939	HC Tatry
15. ročník	1940/1941	ŠK Slávia Prešov
16. ročník	1941/1942	HC Tatry-Poprad
17. ročník	1942/1943	 zrušený
18. ročník	1945/1946	ČSSZ Prostějov
19. ročník	1946/1947	HC Tatry Poprad
20. ročník	1949/1950	LTC Praha
21. ročník	1950/1951	Bratrství Sparta Praha
22. ročník	1951/1952	ČSSZ Prostějov
23. ročník	1957/1958	Spartak Praha Sokolovo
24. ročník	1958/1959	Spartak Praha Sokolovo
25. ročník	1968/1969	VŽKG Ostrava
26. ročník	1969/1970	Výběr Slovenska
27. ročník	1974 HC Slovan Bratislava
28. ročník	1975 HC Slovan Bratislava
29. ročník 1976 Reprezentace ČSSR
30. ročník 1977 Reprezentace ČSSR
31. ročník	1978 VSŽ Košice
32. ročník	1979 VSŽ Košice
33. ročník	1980 Sparta Praha
34. ročník	1981 Slezan STS Opava
35. ročník	1982 VSŽ Košice
36. ročník	1983 Dinamo Riga
37. ročník	1984 Tesla Pardubice
38. ročník	1985 HK Dukla Trenčín
39. ročník	1986 VSŽ Košice
40. ročník	1987 VSŽ Košice
41. ročník	1988 VSŽ Košice
42. ročník	1989 Sokol Kyjev
43. ročník	1990 HC Slovan Bratislava
44. ročník	1991 Reprezentace ČSFR „20“
45. ročník	1992 VSŽ Košice
46. ročník	1993 VSŽ Košice
47. ročník	1994 Reprezentace Slovensko „20“
48. ročník	1995 HC ŠKP PS Poprad
49. ročník	1996 Dukla Trenčín
50. ročník	1997 HC Slovan Bratislava
51. ročník	1998 HC Slovan Bratislava
52. ročník	1999 Slovenský olympijský výběr
53. ročník	2000 HC ŠKP Poprad
54. ročník	2001 HC ŠKP Poprad
55. ročník	2002 HC Vítkovice Steel
56. ročník	2003 CHK Neftěchimik Nižněkamsk
57. ročník	2004 Reprezentace Slovensko „23“
58. ročník	2005 HK Tatravagónka ŠKP Poprad
59. ročník 2006 HC Vítkovice Steel
60. ročník 2007 HC Vítkovice Steel
61. ročník 2008 HC Košice
62. ročník 2009 HC Vítkovice Steel
63. ročník 2010 HC Oceláři Třinec
64. ročník 2011 Kölner Haie
65. ročník 2012 HK Poprad
66. ročník 2013 Graz 99ers
67. ročník 2014 HK Poprad
68. ročník 2015 Graz 99ers[1]
69. ročník 2016 Pelicans Lahti
70. ročník 2017 HC Košice
71. ročník 2018 HK Poprad
72. ročník 2019 DVTK Jegesmedvék
73. ročník 2020 HK Poprad
74. ročník 2021 Pustertal Wölfe
75. ročník 2022 HC ’05 iClinic Banská Bystrica
76. ročník 2023 HK Poprad [2]